# Teleostei
Os teleósteos (Teleostei)  é uma das três infraclasses da classe Actinopterygii, os peixes actinopterígios. O nome é derivado do grego (teleios, "complete" + osteon, "Osso" ). Deste grupo diverso, que surgiu no Triássico com 26.840 espécies restaram cerca de 40 peixes ósseos e 448 famílias, onde a maioria dos peixes vivos são membros deste grupo. As outras duas infraclasses, Holostei e Chondrostei, podem ser parafiléticos.

## Morfologia
Agrupa os peixes de esqueleto ósseo, cauda homocerca, escamas ciclóides ou ctenóides e bexiga natatória habitualmente presente. Carecem de espiráculos. Neste grupo, integram-se a maioria dos peixes comuns e formas mais derivadas.
Teleosteos tem um maxilar móvel e pré-maxila correspondentes a modificações na musculatura da mandíbula. Essas modificações tornam possível aos teleósteos projetar as suas mandíbulas para fora da boca. A nadadeira caudal homocercal, significa que os lóbulos superiores e inferiores são aproximadamente iguais em tamanho. A coluna termina no pedúnculo caudal, distinguindo este grupo daqueles em que a espinha se estende para o lobo superior da nadadeira caudal, como a maioria dos peixes do Paleozóico. Teleósteos também têm células de cloreto que bombeiam íons de sódio e cloreto excessivos para fora no mar .

## Comportamento

### Reprodução e cuidado parental
A maioria das famílias de teleósteos usam a fertilização externa ao invés de fertilização interna. Dos teleósteos ovíparos, a maioria não fornecem cuidados parentais. Viviparidade, Ovoviparidade ou alguma forma de cuidado parental para os ovos é visto em uma significativa fracção das 422 famílias de teleósteos. Viviparidade é relativamente rara e é encontrada em cerca de 6 % das espécies de teleósteos, ao passo que ela é encontrada em cerca de metade das espécies de tubarões e raias.

### Acasalamento
Algumas espécies de teleósteos não mostram sinais de seleção de parceiros para além do sexo e espécie correta, enquanto algumas espécies exibem preferência masculina para uma maior fecundidade das fêmeas, que geralmente é relacionada ao tamanho. Em muitas espécies, as fêmeas escolhem melhores ninhos que são geralmente ocupados por machos maiores. Em espécies que mostram o cuidado parental masculino em locais de desova densas, os machos em territórios adjacentes muitas vezes brigam entre si, o mais provável para o sexo feminino. Algumas espécies, como o pupfish do deserto, mostram um acasalamento, em que machos agregados ao longo de territórios de desova podem exibir comportamento competitivo, a fim de atrair fêmeas visitantes, que incluem companheiros em potencial.

## Classificação
A nível de ordens.
- Superordem Acanthopterygii
  - Ordem Atheriniformes
  - Ordem Beloniformes
  - Ordem Beryciformes
  - Ordem Cetomimiformes
  - Ordem Cyprinodontiformes
  - Ordem Gasterosteiformes
  - Ordem Mugiliformes
  - Ordem Perciformes
  - Ordem Pleuronectiformes
  - Ordem Scorpaeniformes
  - Ordem Stephanoberyciformes
  - Ordem Synbranchiformes
  - Ordem Syngnathiformes
  - Ordem Tetraodontiformes
  - Ordem Zeiformes

- Superordem Clupeomorpha
  - Ordem Clupeiformes

- Superordem Cyclosquamata
  - Ordem Aulopiformes

- Superordem Elopomorpha
  - Ordem Albuliformes
  - Ordem Anguilliformes
  - Ordem Elopiformes
  - Ordem Notacanthiformes
  - Ordem Saccopharyngiformes

- Superordem Lampridiomorpha
  - Ordem Lampriformes

- Superordem Ostariophysi
  - Ordem Characiformes
  - Ordem Cypriniformes
  - Ordem Gonorynchiformes
  - Ordem Gymnotiformes
  - Ordem Siluriformes

- Superordem Osteoglossomorpha
  - Ordem Hiodontiformes
  - Ordem Osteoglossiformes

- Superordem Paracanthopterygii
  - Ordem Batrachoidiformes
  - Ordem Gadiformes
  - Ordem Lophiiformes
  - Ordem Ophidiiformes
  - Ordem Percopsiformes

- Superordem Polymyxiomorpha
  - Ordem Polymixiiformes

- Superordem Protacanthopterygii
  - Ordem Esociformes
  - Ordem Osmeriformes
  - Ordem Salmoniformes

- Superordem Scopelomorpha
  - Ordem Myctophiformes

- Superordem Stenopterygii
  - Ordem Ateleopodiformes
  - Ordem Stomiiformes